# 萨师煊
萨师煊（1922年12月27日—2010年7月11日），福州闽侯人，计算机科学家，中国数据库学科奠基人。

## 生平
1922年12月27日生于福州，是著名的雁门萨氏成员。曾就读福州三山中学（1934年）、英华中学（1935年）。1941年9月考入厦门大学，1945年毕业于厦门大学数理系。大学毕业后，先后任福州英华中学教师、广州中山大学数学系讲师。1949年12月进入华北大学政治研究所。1950年中国人民大学成立，萨师煊随着华北大学的全体教员一起成为中国人民大学教师。曾先后担任中国人民大学财经教研室数学组教师兼组长（1950年3月），人民大学数学教研室讲师、主任（1950年9月），工业经济系数学教研室讲师、主任（1958年9月），经济信息管理系副主任（1979年）、首任系主任（1981年）、名誉系主任（1986年）。萨师煊在学科建设、教材建设和人才培养等方面的开拓性工作为中国人民大学理工科专业的发展作出了独特的贡献。曾担任中国计算机学会常务理事、数据库专业委员会名誉主任委员、中国系统工程学会理事、中国中文信息学会理事和教育专业委员会主任。
1983年加入中国共产党。1985年获北京市劳动模范称号。曾任中国人民政治协商会议北京市第六（1985年）、七届（1988年）委员、常委。1991年被批准享受国务院政府特殊津贴。2001年12月，中国数据库发展研讨会暨萨师煊教授八十华诞庆典在中国人民大学举行，来自全国各地的学者和萨师煊的学生近五百人出席。晚年萨师煊身体欠佳，长期卧病在床。2010年7月11日在北京去世。

## 贡献

### 经济数学
萨师煊从1950年起担任中国人民大学数学教研室主任。他积极倡导文科数学课程的教学改革，设计了经济及管理各专业的数学课程。他将对于经济研究极为重要的线性代数、运筹学、概率论与数理统计等数学分支引入课程体系,这个课程体系至今仍为全国大多数经济和管理类专业所遵采用。1980年代初，受教育部的委托，萨师煊、赵树嫄夫妇负责制订了文科数学基础教材的编写大纲。赵树嫄根据大纲主编了针对经济管理等专业使用的教材《经济应用数学基础》。该书出版后多次重印，历时近30年仍被很多高校采用。
萨师煊还是中国最早从事经济数学研究的学者之一。从1960年起对投入产出法在中国经济领域进行应用研究，曾合著有《部门间联系的数学方法》等教材。

### 数据库科学
萨师煊是中国数据库学科的奠基人。20世纪60年代，萨师煊等学者就在校内成立了经济数学研讨会，并且已经预见到了数学和计算机技术在未来经济管理中的应用前景。文化大革命爆发后，中国人民大学被解散。1974年萨师煊等又利用在中国人民银行和国家计委工作的机会，在计算机上进行实际操作。1978年人民大学复校，萨师煊等学者最早引入“信息”一词作为中国高等学校经济管理类的专业名称，创建了经济信息管理系。这是中国高等学校中第一个以信息技术在经济管理领域中的应用为特色的系科，萨师煊是第一任系主任。
文革结束后，萨师煊以强烈的责任心和敏锐的学术洞察力，率先在国内开展数据库技术的教学与研究工作。1980年在中国人民大学开设了中国第一个数据库系统课程。1979年萨师煊将自己的讲稿汇集成《数据库系统简介》和《数据库方法》并发表。这是中国大陆最早的数据库学术论文。
1980年，萨师煊与弟子王珊合著《数据库系统概论》，并于1983年出版。该书是中国大陆第一部系统阐明数据库原理、技术和理论的教材。《数据库系统概论》第一版于1988年获国家级优秀教材奖，第三版于2002年获全国普通高等学校优秀教材一等奖，第四版于2006年出版。截止2005年，《数据库系统概论》已经印刷超过110万册，在几十所大学为本科生专业课教材使用。
1987年创办了中国人民大学数据工程与知识工程研究所。2008年，在研究所的基础上建成了数据工程与知识工程教育部重点实验室。同时，萨师煊积极倡导和组织数据库学术交流活动，自1982年起每年举办全国数据库学术会议，并多次主持或出席国际学术会议。他为中国数据库学科的人才培养和技术发展作出了开创性的贡献。

## 纪念
中国人民大学于2009年设立“萨师煊精英基金”，奖励在学科竞赛、学习科研、社会实践中获得优异成绩的中国人民大学信息学院在校本科学生、研究生。至2012年已颁发至第四届。